# Stare Bystre

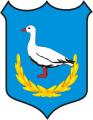
Nieoficjalny herb wsi Stare Bystre

Stare Bystre – wieś w Polsce, położona w województwie małopolskim, w powiecie nowotarskim, w gminie Czarny Dunajec.

## Położenie
Położona jest w regionie geograficznym Kotlina Nowotarska i Pogórze Gubałowskie i historyczno-etnograficznym Podhale. Dzieli się na Stare Bystre Górne i Stare Bystre Dolne, rozciąga się nad doliną na wysokość 630 m n.p.m. Graniczy z Rogoźnikiem, Maruszyną, Czerwiennym, Cichem, Czarnym Dunajcem i Wróblówką.

## Integralne części wsi
| SIMC    | Nazwa     | Rodzaj    |
| ------- | --------- | --------- |
| 0422362 | Dół       | część wsi |
| 0422379 | Góra      | część wsi |
| 0422385 | Kiety     | część wsi |
| 0422391 | Skałka    | część wsi |
| 1048807 | Sołtystwo | część wsi |
| 0422400 | Sroki     | część wsi |
| 1049110 | Zagrody   | część wsi |

## Historia
W przywileju lokacyjnym z 1591 nie było jeszcze wyodrębnione z Rogoźnika, który rozciągał się aż po Ciche. Dobrze znany wędkarzom potok Rogoźnik Wielki i potok Bystry płynące przez wieś stworzyły uroczą dolinę. Tutaj wapienna skałka, wypiętrzona kilkadziesiąt metrów nad koryto rzeki, kończy podhalański Pas Skalicowy. Nazwa wsi pochodzi jednak od potoku Bystry. Stare Bystre słynęło niegdyś z grup cieśli zwanych siejkami budarskimi. Dziś mieszkańcy hodują bydło mleczne i owce, z bundzu robią serki zwane pucokami. Stare Bystre należy do parafii Czarny Dunajec. Kościół pod wezwaniem św Stanisława Biskupa wznoszony z początkiem lat osiemdziesiątych ma piękne drewniane wnętrze.
Stare Bystre ma też wielu twórców ludowych takich jak: Stanisław Podczerwiński (lutnik), Franciszek Obrochta (muzyk) i kobiety, które ręcznie wyszywają stroje ludowe.
Wieś królewska Bystre, położona w drugiej połowie XVI wieku w powiecie sądeckim województwa krakowskiego, należała do tenuty nowotarskiej. W latach 1975–1998 miejscowość administracyjnie należała do województwa nowosądeckiego.